# HD 122909
HD 122909，又名BD+69 733，SAO 16254、HR 5282，是一颗恒星，视星等为6.34，位于銀經113.63，銀緯47.16，其B1900.0坐标为赤經13h 59m 38.2s，赤緯+69° 47.16′ 36″。